# Costa Brava de Mallorca
Costa Brava de Mallorca este o arie protejată (sit de importanță comunitară — SCI, arie de protecție specială avifaunistică — SPA) din Spania întinsă pe o suprafață de 8.327,87 ha, integral pe uscat.

## Localizare
Centrul sitului Costa Brava de Mallorca este situat la coordonatele 39°54′37″N 2°59′45″E / 39.9104°N 2.9958°E.

## Înființare
Situl Costa Brava de Mallorca a fost declarat arie de protecție specială avifaunistică în martie 2006 pentru a proteja 5 specii de plante și 94 de specii de animale. Situl a fost protejat și ca sit de importanță comunitară în iulie 2000.

## Biodiversitate
Situată în ecoregiunea mediteraneană, aria protejată conține 22 de habitate naturale: Lande oro-mediteraneene cu formațiuni endemice de grozamă, Salicornia și alte specii anuale care populează regiunile mlăștinoase și nisipoase, Peșteri inaccesibile publicului, Formațiuni stabile xerotermofile de Buxus sempervirens pe pante stâncoase (Berberidion p.p.), Ape puternic oligomezotrofe cu vegetație bentonică cu Chara spp., Liziere de ierburi înalte hidrofile de câmpie și de nivel montan până la alpin, Tufărișuri termo-mediteraneene și de pre-deșert, Galerii și tufărișuri riverane sudice (Nerio-Tamaricetea și Securinegion tinctoriae), Matorral arborescenți cu Laurus nobilis, Păduri de Quercus ilex și Quercus rotundifolia, Păduri termofile cu Fraxinus angustifolia, Izvoare petrifiante cu formare de travertin (Cratoneurion), Faleze cu vegetație de Limonium spp. endemic de pe coastele mediteraneene, Păduri de Olea și Ceratonia, Phrygana endemică cu Euphorbio-Verbascion, Pseudostepă cu ierburi și specii anuale de Thero-Brachypodietea, Pante stâncoase calcaroase cu vegetație casmofită, Pajiști umede mediteraneene cu ierburi înalte de Molinio-Holoschoenion, Pante stâncoase silicioase cu vegetație casmofită, Formațiuni scunde de Euphorbia în apropierea falezelor, Lagune de coastă, Pășuni mediteraneene udate de apa mării (Juncetalia maritimi).
La baza desemnării sitului se află mai multe specii protejate:
- plante (5): Dianthus rupicola, Naufraga balearica, Paeonia cambessedesii, Petalophyllum ralfsii, Viola jaubertiana
- păsări (84): uliu păsărar (Accipiter nisus), fluierar de munte (Actitis hypoleucos), vulturul negru (Aegypius monachus), pescăruș albastru (Alcedo atthis), Alectoris rufa, fâsă-de-câmp (Anthus campestris), lăstunul mare (Apus apus), Apus pallidus, acvilă de munte (Aquila chrysaetos), ciuf-de-pădure (Asio otus), șorecarul comun (Buteo buteo), cânepar (Carduelis cannabina), sticlete (Carduelis carduelis), florinte (Chloris chloris), șerpar (Circaetus gallicus), erete de stuf (Circus aeruginosus), porumbel (Columba livia), porumbel gulerat (Columba palumbus), corb (Corvus corax), presură sură (Emberiza calandra), presură bărboasă (Emberiza cirlus), măcăleandru (Erithacus rubecula), Falco eleonorae, șoim călător (Falco peregrinus), vânturel roșu (Falco tinnunculus), muscar negru (Ficedula hypoleuca), cinteză (Fringilla coelebs), Hieraaetus fasciatus, acvilă pitică (Hieraaetus pennatus), capîntortură (Jynx torquilla), sfrâncioc cu cap roșu (Lanius senator), Larus audouinii, Larus michahellis, forfecuță gălbuie (Loxia curvirostra), privighetoare (Luscinia megarhynchos), gaia neagră (Milvus migrans), mierlă albastră (Monticola solitarius), codobatură galbenă (Motacilla alba), codobatură de munte (Motacilla cinerea), muscar sur (Muscicapa striata), vultur egiptean (Neophron percnopterus), pietrar mediteranean (Oenanthe hispanica), pietrar sur (Oenanthe oenanthe), grangur (Oriolus oriolus), ciuf-pitic (Otus scops), vultur pescar (Pandion haliaetus), Parus caeruleus, pițigoi mare (Parus major), vrabie (Passer domesticus), viespar (Pernis apivorus), vrabie de stâncă (Petronia petronia), Phalacrocorax aristotelis desmarestii, codroș de munte (Phoenicurus ochruros), codroșul de pădure (Phoenicurus phoenicurus), pitulice de munte (Phylloscopus bonelli), pitulice de munte (Phylloscopus collybita), pitulice-fluierătoare (Phylloscopus trochilus), Prunella collaris, brumăriță de pădure (Prunella modularis), Ptyonoprogne rupestris, aușel sprâncenat (Regulus ignicapilla), aușel cu cap galben (Regulus regulus), mărăcinar (Saxicola rubetra), mărăcinar negru (Saxicola torquatus), sitar de pădure (Scolopax rusticola), cănăraș (Serinus serinus), graur (Sturnus vulgaris), silvie cu cap negru (Sylvia atricapilla), silvie de zăvoi (Sylvia borin), silvie roșcată (Sylvia cantillans), silvie de câmp (Sylvia communis), Sylvia conspicillata, silvie mediteraneană (Sylvia melanocephala), Sylvia sarda, Tachymarptis melba, fluturașul de stâncă (Tichodroma muraria), pănțărușul (Troglodytes troglodytes), sturzul viilor (Turdus iliacus), mierlă (Turdus merula), sturz-cântător (Turdus philomelos), sturz (Turdus pilaris), mierlă gulerată (Turdus torquatus), sturzul de vâsc (Turdus viscivorus), pupăză (Upupa epops)
- amfibieni (1): Alytes muletensis
- mamifere (7): liliac cu aripi lungi (Miniopterus schreibersii), liliac cu picioare lungi (Myotis capaccinii), liliac cărămiziu (Myotis emarginatus), liliac comun (Myotis myotis), liliacul mare cu potcoavă (Rhinolophus ferrumequinum), liliacul mic cu potcoavă (Rhinolophus hipposideros), liliacul cu potcoavă a lui méhely (Rhinolophus mehelyi)
- nevertebrate (1): croitorul mare al stejarului (Cerambyx cerdo)
- reptile (1): Podarcis lilfordi

Pe lângă speciile protejate, pe teritoriul sitului au mai fost identificate 60 de specii de plante, 2 specii de amfibieni, 3 specii de mamifere, 12 specii de nevertebrate, 4 specii de reptile.